# زلزال (موشک)

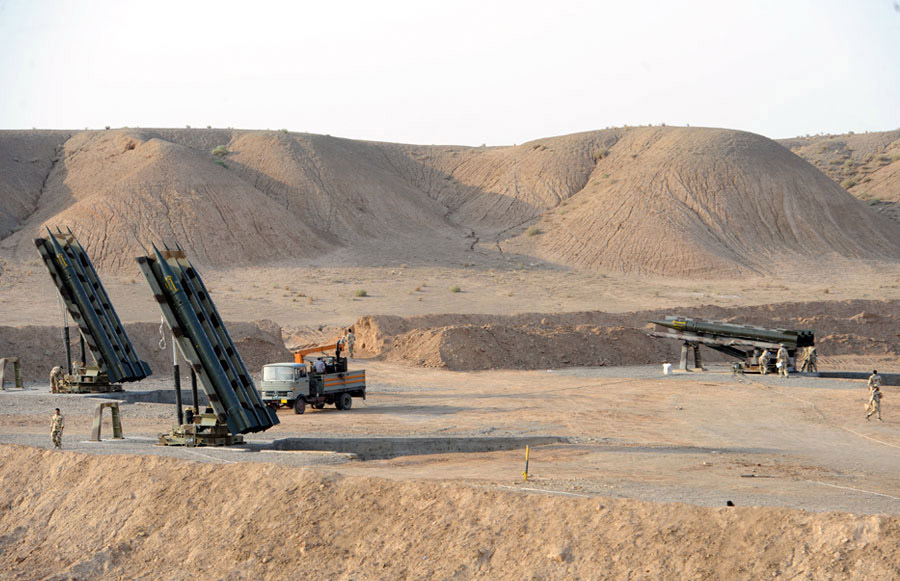
سامانه‌های پرتاب زلزال ۳ در رزمایش پیامبر اعظم ۶

زلزال نام مجموعه موشک‌های تولیدی صنایع دفاعی ایران هستند که دارای بُردی کوتاه (در حدود ۱۵۰ کیلومتر) و نمونه‌های پیشرفته شده آن دارای بُردی میانی (در حدود ۳۵۰کیلومتر) می‌باشند. همچنین این موشک دارای کلاهک بارشی فوق پیشرفته برای از بین بردن هدف‌های روی سطح زمین می‌باشد.

## نسل‌های مختلف
راکت‌های سری زلزال در کنار راکت‌های سری نازعات، از راکت‌های ایرانی هستند که در طول جنگ ایران و عراق طراحی و ساخته شدند. به گفته منابع ایرانی، بعدها از روی سیستم زلزال، موشک‌های نسل فاتح طراحی و ساخته شدند. همین‌طور از این سیستم، برای ساخت برخی راکت‌های کاوشگر فضایی در ایران استفاده شده است. پیکربندی تمامی نسل‌ها شامل بدنه استوانه‌ای، چهار بالک ذوزنقه‌ای در انتهای بدنه و موتورهای راکتی دوران دهنده پیش از بخش دماغه است. این دماغه در نسل سوم زلزال مخروط ساده است که جایگزین طرح قبلی یعنی شکل منحنی نزدیک به شکل اوجایو که به یک فیوز مخروطی در نوک دماغه می‌رسید شده است.
یکی از آخرین بروزرسانی‌های رونمایی شده در ایران برای موشک‌های خانواده زلزال، موشک زلزال بارشی است. این راکت، یک موشک هدایت‌شونده با برد ۳۰۰ کیلومتری است که اولین بار در سال ۱۳۹۱ مورد اشاره نیروهای نظامی ایران قرار گرفت. این موشک در انتها و جلوی بدنه دارای بالچه هدایت مثلثی است بنابر اطلاعات موجود در دو نوع ارائه شده است که یکی شامل ۳۰ مهمات ۱۷ کیلویی غیر هدایت شونده، نوع دوم آن دارای ۴ مهمات به وزن ۱۰۰ کیلوگرم است که روی کلاهک نصب می‌شود و از سامانه هدایت برخوردار است. از این موشک اولین بار در سال ۱۳۹۳ رونمایی شد. ارتش جمهوری اسلامی ایران در سال ۱۳۹۶ از نسخه ارتقاء یافته موشک‌های زلزال به نام لبیک ۱ که قابلیت هدایت‌شوندگی داشت رونمایی کرد. بر اساس گزارش خبرگزاری‌های ایرانی، در این نسخه جدید، کلاهک فاتح ۱۱۰ به جای کلاهک قدیمی زلزال قرار گرفته است. در سال‌های اخیر خبرگزاری‌های ایرانی از نسل جدیدی از موشک‌های زلزال خبر داده‌اند که قابلیت سر جداشونده دارند.
|                      | زلزال ۱ | زلزال ۲ | زلزال ۳    | زلزال ۳بی  | لبیک ۱ | زلزال بارشی |
| -------------------- | ------- | ------- | ---------- | ---------- | ------ | ----------- |
| طول (متر)            | ۸٫۳۲    | ۸٫۴۶    | ۹٫۶        | ۹          | ۹      | ۸٫۵         |
| قطر (میلی‌متر)        | ۶۱۰     | ۶۱۰     | ۶۱۶        | ۶۱۶        | ۶۱۶    | ۶۲۰         |
| بیشینه برد (کیلومتر) | ۱۲۵     | ۲۱۰     | ۲۰۰        | ۲۵۰        | ۲۵۰    | ۲۷۰         |
| کمینه برد (کیلومتر)  | *       | *       | ۱۸۰        | ۲۳۵        | *      | ۲۲۰         |
| جرم راکت (کیلوگرم)   | ۲۹۵۰    | ۳۴۰۰    | ۳۸۷۰       | ۳۶۰۰       | *      | ۳۸۰۰        |
| جرم سرجنگی (کیلوگرم) | ۶۰۰     | ۶۰۰     | ۹۰۰        | ۶۰۰        | ۷۲۰    | ۴۵۰         |
| جرم سوخت (کیلوگرم)   | ۱۴۲۳    | ۱۸۴۰    | ۱۹۸۰       | ۱۹۵۰       | *      | *           |
| میزان خطا            | ۵٪      | ۵٪      | کمتر از ۵٪ | کمتر از ۵٪ | *      | *           |

## کاربردهای
راکت‌های خانواده زلزال، از بابت برد بلند و توسعه‌های متعدد، مهم‌ترین راکت‌های ایرانی هستند، راکتهای زلزال از جمله مهمات استفاده شده در جنگهای داخلی سوریه نیز بوده است. در طول جنگ بین یمن و عربستان، خبرهای متعددی از به‌کارگیری موشک‌های کلاس زلزال توسط نیروهای یمنی علیه عربستان منتشر شد. در همین موضوع، عربستان، از کمک‌های ایران با ارسال موشک‌های زلزال به یمن، انتقاد می‌کرد. حزب‌الله لبنان، دیگر نیروی نظامی است که از این موشک‌ها در نبرد با اسرائیل استفاده می‌کند.